# معركة بطليوس (1134)
معركة بطليوس هي اشتباك عسكري انتهى بانتصار المرابطين على قوات قشتالة.

## المعركة
اتخذ نبلاء سلمنقة، بعد انتصار رودريغو غونزاليس دي لارا على المرابطين في معركة الشرف، [a] قراراً بمداهمة المنطقة المحيطة ببطليوس.  بجيش كبير ضم آلاف الجنود، مع قوات النخبة القشتالية. وبمجرد وصولهم، دمروا كل ما وقع أيديهم، ونبهوا كل القرى التي مروا بها، وارتكبوا العديد من المجازر، واستعبدوا العديد وسرقوا قطعان الماشية.    ولما علم تاشفين بن علي والي قرطبة بالغارة نظم جيشه لمواجهتهم.   
بعد مغادرة إشبيلية ، أرسل تاشفين كتيبة استطلاعية لكشف مواقع جيوش قشتالة؛ التقيا في النهاية بالقشتاليين شرق بطليوس، بالقرب من تلال الزلاقة، حيث هزم جده يوسف بن تاشفين القشتاليين. بدأ تاشفين بن علي بتنظيم قواته. كانت بربر زناتة في المقدمة، وقوات الأندلس على الأجنحة، وقوات المرابطين في الوسط.  
في مارس 1134، اتخذ العديد من النبلاء قرارًا بالفرار من ساحة المعركة في الليلة التي سبقت القتال. بدأ القتال في وقت مبكر من اليوم التالي. بعد معركة شرسة، هُزم القشتاليون هزيمة ساحقة.  وسيطر المرابطون على المعسكر القشتالي، وحرروا الأسرى، [b] واستردوا الغنائم التي سرقوها سابقًا.  

## التداعيات
عاد تاشفين بن علي إلى قرطبة منتصرا، ثم إلى غرناطة حيث استقبل استقبالا حسنا.   حاول القشتاليون مداهمة بطليوس في أكتوبر ويونيو 1136، لكنهم منوا بالهزيمة مرة أخرى.